# Пастернак, Иосиф Семёнович
Ио́сиф Семёнович Пастерна́к (род. 18 июня 1950, Киев) — советский и российский режиссёр-документалист.

## Биография
Родился в Киеве. Занимался музыкой, окончил дирижёрский факультет Киевской государственной консерватории имени П. И. Чайковского.
Работал ассистентом режиссёра у Феликса Соболева на киностудии «Киевнаучфильм». Прожил в Киеве около 30 лет.
С 1984 года работал режиссёром Центральной студии документальных фильмов.
В дни августовского путча 1991 года вдвоём с оператором снимал всё, что происходило в Белом доме. В 2005 году во время Оранжевой революции снимал на рынке в Миргороде.
В 2012 году в Москве на VI Международном кинофестивале «Русское зарубежье» фильм «Ромео и Джульетта в стране Советов» о Сергее Прокофьеве получил Гран-при в номинации «Неигровое кино».
Член Гильдии кинорежиссёров России.
Имеет гражданство Франции, живёт и работает в Марселе.

## Избранная фильмография
- 1984 — Дети планеты. Тревоги и надежды
- 1984 — Планету сохраним для счастья
- 1984 — Человек и природа
- 1985 — Иду к тебе, Арктика
- 1986 — Водный транспорт СССР
- 1986 — Разведчик Николай Кузнецов
- 1986 — «Спартак». Действующие лица и… болельщики
- 1986 — Третий крик петуха
- 1987 — Торгово-промышленная палата СССР
- 1988 — Чёрный квадрат (сценарий О. Свибловой)
- 1989 — Александр Галич. Изгнание (Объединение по производству и прокату фильмов «Фора» при Кинофонде СССР)
- 2000 — ГУЛАГ (Россия-Франция)
- 2003 — Гений зла (Россия-Франция)
- 2004 — Ефремов, письма забытой России
- 2010 — Свободный человек. Андрей Сахаров («13 Продюксьон» (Франция) для франко-германского канала Arte)
- 2011 — Ромео и Джульетта в стране Советов